# Стефан Савич (футболіст, 1994)
Стефан Савич (нім. Stefan Savić, нар. 9 січня 1994, Зальцбург) — австрійський футболіст, півзахисник боснійського клубу «Борац» (Баня-Лука) та юнацької збірної Австрії.
Виступав також за клуби «Ред Булл», «Олімпія» (Любляна) та «Вісла» (Краків).
Чемпіон Австрії. Володар Кубка Австрії. Чемпіон Словенії. Дворазовий володар Кубка Словенії.

## Клубна кар'єра
Народився 9 січня 1994 року в місті Зальцбург. Вихованець футбольної школи клубу «Ред Булл». Дорослу футбольну кар'єру розпочав 2010 року в основній команді того ж клубу, в якій провів два сезони, взявши участь у 2 матчах чемпіонату. 
Згодом з 2012 по 2017 рік грав у складі команд «Ліферінг», ЛАСК (Лінц), «Славен Белупо» та «Рода».
Своєю грою за останню команду привернув увагу представників тренерського штабу клубу «Олімпія» (Любляна), до складу якого приєднався 2017 року. Відіграв за команду з Любляни наступні три сезони своєї ігрової кар'єри. Більшість часу, проведеного у складі люблянської «Олімпії», був основним гравцем команди.
У 2020 році уклав контракт з клубом «Вісла» (Краків), у складі якого провів наступні два роки своєї кар'єри гравця.  Граючи у складі краківської «Вісли» також здебільшого виходив на поле в основному складі команди.
Протягом 2022—2024 років захищав кольори клубів «Тузласпор» та «Варта» (Познань).
До складу клубу «Борац» (Баня-Лука) приєднався 2024 року. Станом на 30 червня 2025 року відіграв за команду з Баня-Луки 26 матчів у національному чемпіонаті.

## Виступи за збірні
У 2009 році дебютував у складі юнацької збірної Австрії (U-16), загалом на юнацькому рівні взяв участь у 18 іграх, відзначившись 3 забитими голами.

## Титули і досягнення
- Чемпіон Австрії (1):

«Ред Булл»: 2011-2012
- Володар Кубка Австрії (1):

«Ред Булл»: 2011-2012
- Чемпіон Словенії (1):

«Олімпія» (Любляна): 2017-2018
- Володар Кубка Словенії (2):

«Олімпія» (Любляна): 2017-2018, 2018-2019